# Łabajów (potok)
Łabajów je potok ve Slezských Beskydech v pásmu Čantoryje. Patří do povodí řeky Visly. V celé své délce protéká územím města Visly.

## Popis
Prameny potoka se nacházejí na východních svazích Malého a Velkého Stožku a jižních svazích Kyčery. Potok je dlouhý 5,4 km. Protéká Łabajówem severovýchodním směrem a ve Visle Glęby v okolí školy je soutok s potokem Glębiczkem a vytvářejí nový potok s názvem Kopydło.

## Pamětihodnosti
- Údolím potoka Łabajów vede  turistická stezka z Visly Glęby na turistickou chatu PTTK na Stožku
- V osadě Łabajów vede nad potokem horská železnice přes železniční most a skokanský můstek.[1]
- Dva skokanské můstky jsou postavené v roce 1931. Můstek K65 – 71 m a K35 – 42 m. Můstky nesou název Jana Lipowczaka (1888–1947). Spodní část tartě můstku protíná potok Łabajów a silnice.[2]